# Gordoniasläktet
Gordoniasläktet (Gordonia) är ett släkte i familjen teväxter med cirka 70 arter Sydostasien och sydöstra USA. Ingen av arterna kan förväntas vara härdiga i Sverige.
Det består av städsegröna buskar och träd. Bladen är vanligen kortskaftade och läderartade, hårlåsa med tantad kant. Blommorna är oftast toppställda, ensamma till 2-3 i klase. Foderbladen är olikstora 4-5, kvarsittande. Kronbladen är 5-7, förenade vid basen. Ståndarna är många och pistillerna är fem till antalet. Frukten är en förvedad kapsel.
Släktnamnet hedrar James Gordon, en engelsk trädgårdspersonlighet.

## Dottertaxa tillGordonia, i alfabetisk ordning[1]
- Gordonia acutifolia
- Gordonia alpestris
- Gordonia angustifolia
- Gordonia barbinervis
- Gordonia benitoensis
- Gordonia brandegeei
- Gordonia brenesii
- Gordonia coriacea
- Gordonia cristalensis
- Gordonia curtyana
- Gordonia cymatoneura
- Gordonia ekmanii
- Gordonia fruticosa
- Gordonia glabrata
- Gordonia haematoxylon
- Gordonia lasianthus
- Gordonia moaensis
- Gordonia obtusa
- Gordonia ovalis
- Gordonia penangensis
- Gordonia portoricensis
- Gordonia reticularis
- Gordonia robusta
- Gordonia samuelssonii
- Gordonia singaporiana
- Gordonia spathulata
- Gordonia tiantangensis
- Gordonia tonkinensis
- Gordonia urbanii
- Gordonia villosa
- Gordonia wrightii